# Julius Posener

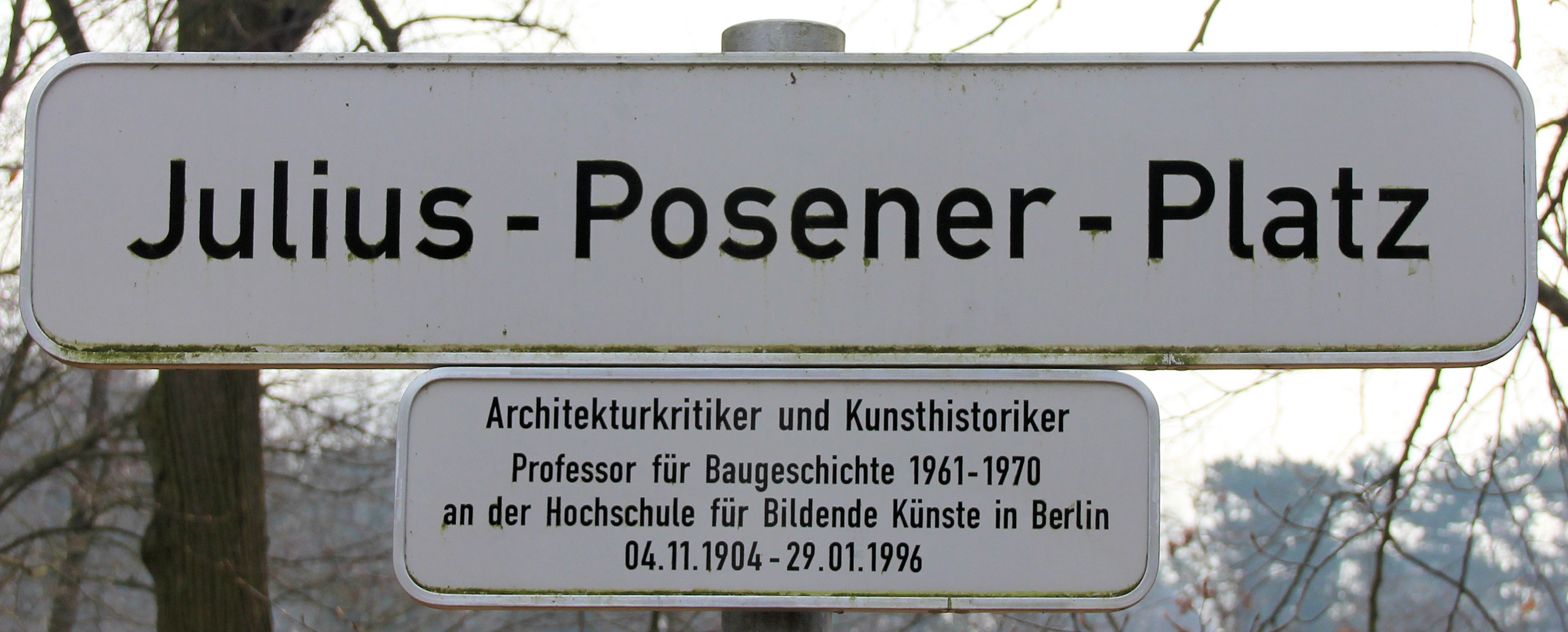
Plaza Julius Posener en Berlín.

Julius Posener (Groß-Lichterfelde, 4 de noviembre de 1904-Berlín, 29 de enero de 1996) fue un crítico e historiador de la arquitectura, autor y catedrático alemán.

## Vida
Proviene de un hogar judío-burgués, hijo del pintor Moritz Posener y de la hija de un empresario inmobiliario, y se crio en Lichterfelde Oeste. Sus padres, como aficionados a la arquitectura progresista, habían construido allí una villa que seguía el estilo de las casas de campo inglesas, y que fue diseñada por su amigo Fritz Crzellitzer. Estudió arquitectura entre 1923 y 1929 en la Universidad Técnica de Berlín. Cuando finalizó sus estudios trabajó en la oficina de Erich Mendelsohn en esa ciudad.
Durante un período residió en París, donde había huido tras el ascenso al poder de Adolf Hitler. En 1935 emigró a Palestina y en 1941 se alistó voluntariamente en el ejército británico y en 1946 recibió la ciudadanía británica. Después del final de la guerra enseñó en Londres y a partir de 1956 en Kuala Lumpur. En 1961 aceptó la oferta de un puesto de profesor de historia de la arquitectura en la Berliner Hochschule für Bildende Künste (desde 1975 Universidad de las Artes de Berlín), y enseñó allí hasta 1971.
Entre los años 1973 y 1976 fue presidente del Deutscher Werkbund y un importante mentor de la revista ARCH+.
Describió su vida en sus memorias Fast so alt wie das Jahrhundert y Heimliche Erinnerungen. In Deutschland 1904–1933. Su hijo es el periodista Alan Posener.

## Premios
- 1977 Berliner Kunstpreis
- 1981 Deutscher Preis für Denkmalschutz
- 1983 BDA-Preis für Architekturkritik
- 1996 Premio Heinrich Mann[4]

## Obra
- Anfänge des Funktionalismus. Von Arts and Crafts zum Deutschen Werkbund (1964)
- Ebenezer Howard. Gartenstädte von morgen. Das Buch und seine Geschichte (1968)
- Hans Poelzig (1970)
- From Schinkel to the Bauhaus (1972)
- Berlin auf dem Weg zu einer neuen Architektur 1889–1918 (1977)
- Fast so alt wie das Jahrhundert. Eine Autobiographie als Epochengemälde. Vom späten Kaiserreich über die kurzen Jahre der Republik in die Zeit des wechselvollen Exils. Am Ende die Heimkehr in das neue Berlin (1990)
- In Deutschland 1945–1946 (2001)
- Heimliche Erinnerungen. In Deutschland 1904–1933 (2004)
- Julius Posener Vorlesungen 
  - Die moderne Architektur (1924–1933)
  - Die Architektur der Reform (1900–1924)
  - Das Zeitalter Wilhelms II
  - Die sozialen und bautechnischen Entwicklungen im 19. Jahrhundert
  - Neue Tendenzen im 18. Jahrhundert, Das Zeitalter Schinkels